# Art coreà

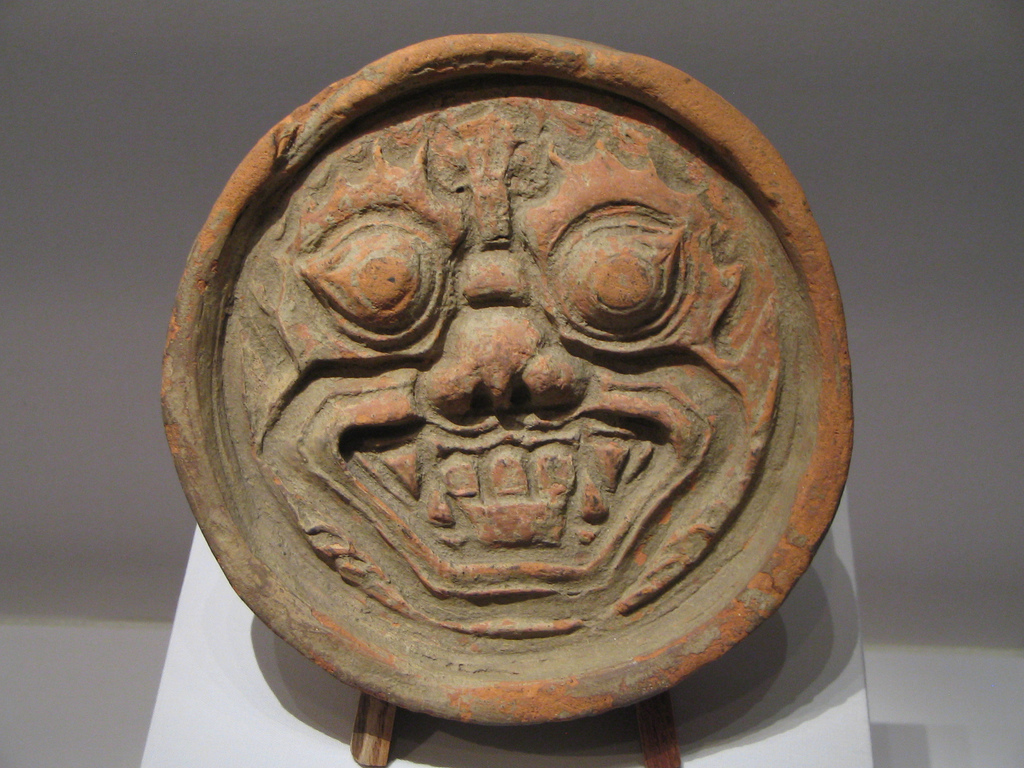
Goguryeo

L'art coreà és l'art que es practica a Corea o pel poble coreà, des de l'antiguitat fins avui. Corea és coneguda per les seves tradicions artístiques en ceràmica, música, cal·ligrafia i en altres gèneres, sovint marcada per l'ús de colors vius, formes naturals, i la decoració de superfícies. Amb una forta influència de l'art xinès, l'art coreà va arribar a influenciar l'art japonés.
Els primers exemples de l'art coreà es troben en obres que daten des de 3000 aC, durant l'edat de pedra. Aquestes consisteixen principalment en escultures votives, encara que també s'han descobert alguns petròglifs.
Aquesta primera etapa va ser seguida pels estils d'art de diversos regnes i dinasties coreanes. Amb una preferència natural per l'elegància simple, la puresa de la natura i l'espontaneïtat, els artistes coreans van anar adaptant i modificant les tradicions xineses. Aquest filtratge d'estils xinesos també va influir en l'art japonès, a causa de les circumstàncies culturals i geogràfiques.
La dinastia Goryeo, entre 918 i 1392, va ser un dels períodes més prolífics dels artistes en moltes disciplines, especialment en la ceràmica.

## Història de l'art coreà
Cronològicament, la història de l'art coreà es pot dividir en diferents períodes, que són:
- El període de Lolang (s. I aC — s. IV dC).
- El període dels Tres Regnes (s. I aC — s. VII dC).
- El període Silla (s. VII-IX).
- El període Koryo (s. X-XIV).
- El període Choson (segle xiv — any 1900).
- El període actual (s. XX - segle xxi).

Les primeres obres d'art coreà estaven fetes bàsicament amb bronze, per la qual cosa, tant per estil com per tècnica, denoten la influència de l'art escita. També s'han trobat alguns dolmens. Durant el període dels Tres Regnes, es va incrementar significativament la influència de l'art xinès al territori coreà. N'és un exemple els milers de tombes de P'yongyang situades al nord del país, o les tombes de Paekche, decorades amb murals de Kyongju i Puye. També destaquen les pagodes en pedra de Chongnimca. Durant el període del Regne de Silla, es va produir una segona eclosió artística, amb l'aparició de temples budistes, com el de Pulguksa.
Durant els següents períodes, l'art coreà va lluitar per lliurar-se de la influència xinesa, intentant definir trets identitaris propis.

## El mercat de l'art coreà
El mercat de l'art coreà es concentra al districte d'Insadong de Seül, on hi ha més de 50 petites galeries d'art i hi ha ocasionals subhastes de belles arts. En cada poble, hi ha petites galeries regionals, amb artistes locals que fan mostres en els mitjans tradicionals i contemporanis. Els intents d'apropar-se a l'art conceptual occidental, en general, han tingut major èxit fora de Corea, en ciutats com Nova York, San Francisco, Londres i París.